# Ollie (chanteur)
Pour les articles homonymes, voir Ollie (homonymie).
Ollie (奥利), de son vrai nom Liu Tian-yue (刘天跃), est un mannequin, chanteur, rappeur et danseur chinois né le 1er avril 2006 à Pékin.

## Biographie
D'origine sino-américaine, Ollie commence sa vie professionnelle en tant que mannequin enfant.
Il intègre ensuite l'agence Yuehua Entertainment pour apprendre le chant et la danse.
En 2023, il participe à l'émission sud-coréenne Boys Planet et a terminé 26ème de la compétition.
Puis, en 2024, il participe ensuite à l'émission Asia Super Young à Hong Kong. Il remporte la compétition et intègre le groupe composé à l'issue de celle-ci, Loong9.